# Mireille Gagné
Mireille Gagné (ou Mireille G. Gagné ; née le 6 avril 1982 à l'Isle-aux-Grues) est une poète, nouvelliste et romancière québécoise.

## Biographie
Mireille Gagné naît à l'Isle-aux-Grues où elle a vécu sa petite enfance et elle grandit à Montmagny. Son père était guide de chasse à l'île aux Oies (dans l'archipel de l'Isle-aux-Grues) et sa mère enseignante.
Elle fait des études à l'Université de Sherbrooke en « Communication, rédaction et multimédia », durant lesquelles elle commence à écrire de la poésie et des nouvelles. En 2005, elle obtient le Prix du jeune écrivain de langue française pour une nouvelle intitulée « Des oies vertes mangeaient dans mes yeux » qui lui donne également l'occasion de suivre des ateliers d'écriture à Muret en France. La nouvelle paraît la même année dans un recueil collectif publié au Mercure de France. Après avoir complété ses études à Sherbrooke, elle suit des cours de création littéraire à l'Université Laval et commence une carrière dans le domaine de la culture et des communications à Québec.
Après avoir fait paraître trois recueils de poèmes aux Éditions de l'Hexagone et deux recueils de nouvelles à partir de 2010, elle fait une entrée remarquée en tant que romancière avec la publication de son premier roman, Le lièvre d'Amérique (août 2020) aux Éditions La Peuplade. Ce roman, présenté comme une « fable animalière néolibérale », est particulièrement bien accueilli au Québec, notamment par Le Devoir, La Presse et Radio-Canada, mais aussi en France où il fait notamment partie de la sélection de la rentrée littéraire des Inrocks, de Libération et de La Nouvelle République. Le ciel en blocs (octobre 2020) est son quatrième recueil de poésie et Bois de fer (novembre 2022), son cinquième. Son deuxième roman, Frappabord, est paru en janvier 2024.

### Vie littéraire
En 2007, Mireille Gagné fait paraître Les poétiques publiques, un livre d'artiste à tirage limité où ses poèmes côtoient des illustrations de l'artiste peintre Catherine A. Lavoie. La même année, elle est finaliste du Prix Brèves littéraires pour une nouvelle intitulée « La pêche au renard » qui sera publiée dans la revue éponyme.
Une première version de son recueil de poèmes Les oies ne peuvent pas nous dire qui paraîtra aux Éditions de l'Hexagone en 2010 est sélectionnée parmi les finalistes des Prix littéraires Radio-Canada (poésie) en 2008. Ce projet avait reçu le soutien de Première Ovation en arts littéraires (support à la relève artistique de la ville de Québec), lequel comprenait un mentorat avec l'autrice Sylvie Nicolas. En plus de ce premier recueil de poèmes, Mireille Gagné publie Noirceur et autres couleurs, un recueil de nouvelles destiné aux jeunes lecteurs composé de douze « courtes nouvelles métaphoriques », voire des poèmes en prose, portant sur la mort, la solitude et la souffrance, mais contrastées par les couleurs vives qui symbolisent l'espoir et la vie.
À partir des années 2010, Mireille Gagné participe activement à la vie littéraire ainsi qu'à divers événements multidisciplinaires à Québec. Elle publie des poèmes dans la revue de poésie EXIT et son deuxième recueil, Les hommes sont des chevreuils qui ne s'appartiennent pas paraît en 2015 aux Éditions de l'Hexagone. Cette nouvelle contribution se compose de poèmes qui multiplient les métaphores de la chasse et expriment le déchirement « entre vie et survie », entre « La proie » et « Le prédateur », autant d'aspects récurrents dans l'œuvre de l'autrice depuis ses premières publications jusqu'à son premier roman, Le lièvre d'Amérique.
En 2016, Mireille Gagné compte parmi les femmes poètes du collectif Femmes rapaillées paru chez Mémoire d'encrier. Son troisième recueil de poésie, Minuit moins deux avant la fin du monde, paraît en 2018. Le titre réfère à l'Horloge de la fin du monde, une horloge conceptuelle créée pour dénoncer le danger qui pèse sur l'humanité, et les poèmes sont empreints d'un sentiment d'urgence et de l'imminence de la fin. La même année, en novembre, elle publie une recueil de nouvelles intitulé Le syndrome de takotsubo aux éditions Sémaphore qui la classe parmi les finalistes du Prix de création littéraire de la Ville de Québec et du Salon international du livre de Québec 2019. Faisant référence « syndrome des cœurs brisés », les dix-sept nouvelles du recueil abordent des sujets aussi variés que la chasse à l'oie, le sadomasochisme, les nouvelles technologies, les bonsaïs et les cerisiers en fleurs.
En juillet 2020, elle compte parmi les signataires d'une lettre ouverte dénonçant « La culture du silence au sein du milieu littéraire », une initiative qui s'inscrit dans une nouvelle vague du mouvement #MeToo/#MoiAussi.
À l'occasion de l'exposition en ligne du projet Constellations (œuvre littéraire hypermédiatique), un texte de Mireille Gagné sera affichée: Le Loup II. Son texte sera accompagné d'une illustration réalisée par Estée Preda.

#### Le lièvre d'Amérique
En août 2020, Mireille Gagné fait paraître son premier roman, Le lièvre d'Amérique, aux Éditions La Peuplade. L'intrigue suit le personnage de Diane qui vient tout juste de se faire implanter un gène de lièvre qui lui permettra notamment de réduire ses heures de sommeil et d'être plus productive au travail. Cette intervention entraîne l'apparition d'effets insoupçonnés : son odorat et sa vision deviennent plus vifs, des poils roux apparaissent sur son corps, les hommes se mettent à la traquer et elle est constamment aux aguets.
Le récit de cette transformation est entrecoupé de deux autres trames narratives. L'autrice fait alterner des passages au ton scientifique portant sur le lièvre d'Amérique en tant que mammifère, décrivant son comportement et ses habitudes de reproduction ainsi que des épisodes de l'adolescence de Diane à l'Isle-aux-Grues en compagnie de son ami Eugène, personnage mystérieux, fasciné par les espèces en voie de disparition. L'épilogue du roman opère une synthèse des trois récits à travers la légende amérindienne de Nanabozo telle que l'avait racontée Alanis Obomsawin.
Ce récit allégorique où le lièvre personnifie le workaholisme et l'épuisement professionnel, s'inspire de l'expérience de l'autrice, et le passé de Diane fait écho à son enfance à l'Isle-aux-Grues où son père était guide de chasse. Ce récit est également une réflexion sur le territoire, l'insularité et la question de l'adaptation, autant d'aspects qui rejoignent la ligne éditoriale des Éditions La Peuplade, et qui ont incité Mireille Gagné à solliciter cette maison en vue de la publication de son roman. Critique de la société de performance néolibérale, Le lièvre d'Amérique est une fable animalière et poétique qui poursuit sous une nouvelle forme les préoccupations de l'autrice (omniprésence de la chasse, des animaux, de la souffrance et de l'idée de la fin) depuis ses premiers écrits.

## Œuvre

### Poésie
- Les poétiques publiques, illustrations de Catherine A. Lavoie, Québec, M.G. Gagné, 2006 (tirage limité).
- Les oies ne peuvent pas nous dire, Montréal, Éditions de l'Hexagone, « Écritures » 2010  (ISBN 978-2-890068-67-4).
- Les hommes sont des chevreuils qui ne s'appartiennent pas, Montréal, Éditions de l'Hexagone, 2015  (ISBN 978-2-896480-80-7).
- Minuit moins deux avant la fin du monde, Montréal, Éditions de l'Hexagone, 2018  (ISBN 978-2-896481-04-0).
- Le ciel en blocs, Montréal, Éditions de l'Hexagone, octobre 2020  (ISBN 978-2-896481-19-4).
- Bois de fer, Chicoutimi, Éditions La Peuplade, novembre 2022  (ISBN 978-2-925141-47-1).

### Nouvelles
- Noirceur et autres couleurs, Longueuil, Éditions Trampoline, « Bungee », 2010  (ISBN 978-2-923521-10-7).
- Le syndrome de takotsubo : nouvelles, Montréal, Éditions Sémaphore, 2018  (ISBN 978-2-924461-48-8).

### Romans
- Le lièvre d'Amérique, Chicoutimi, Éditions La Peuplade, 20 août 2020, 150 pages  (ISBN 978-2-924898-77-2).
- Frappabord, Chicoutimi, Éditions La Peuplade, janvier 2024, 210 pages  (ISBN 978-2-925141-96-9).

### Autres publications
- « Des oies vertes mangeaient dans mes yeux », dans Demain sans lendemain et autres nouvelles, Paris, Mercure de France, 2005  (ISBN 978-2-715225-93-0).
- « Le beau-frère de la femme de Dieu ou Crisse de violoncelle » et « Le cri du tournesol », dans Nouvelles de Lombez. Les ateliers d'écriture du Prix du jeune écrivain, Toulouse, Éditions Privat, 2006, respectivement p. 27-29 et 261-262  (ISBN 978-2-708976-17-7).
- « La pêche aux renards », dans Brèves littéraires, numéro 76, 2007, p. 30-32.
- « Je suis une pierre sans faille », dans Revue EXIT (numéro 66), Montréal, Éditions Gaz Moutarde, 2012, p. 62-63.
- « La peau des corneilles », dans Revue EXIT (numéro 73), Montréal, Éditions Gaz Moutarde, 2013, p. 88-89.
- « Laissez-moi revenir » dans Isabelle Duval et Ouanessa Younsi (dir.), Femmes rapaillées, Montréal, Mémoire d'encrier, « Poésie », 2016, p. 114-118  (ISBN 978-2-89712-369-7).
- Participation à la trousse poétique numérique Tout à coup la poésie, 2017.
- « La neige ne retient pas le silence », dans Confluence. À la rencontre de la littérature d'ici, Québec, La table des lettres du Conseil de la culture, 2019  (ISBN 978-2-9818515-0-5).
- « Dehors », dans Opuscules : littérature québécoise mobile, 15 juin 2021.
- Anthologie de la poésie actuelle des femmes au Québec 2000-2020, préparée par Vanessa Bell et Catherine Cormier-Larose, Montréal, Les Éditions du remue-ménage, 2021, p. 104-107  (ISBN 978-2-89091-735-4).
- « Manon », dans la revue Zinc, Art, Lettre et Culture (numéro 54, spécial magie), Montréal, 2021, p. 57-64  (ISBN 978-2-924483-23-7).

## Prix et distinctions
- 2005: Lauréate du Prix du jeune écrivain de langue française
- 2006: Finaliste du Prix Brèves littéraires
- 2008: Finaliste du Prix littéraire de Radio-Canada - Poésie
- 2019: Finaliste Prix de création littéraire de la Ville de Québec et du Salon international du livre de Québec pour Le syndrome de takotsubo
- 2020: Finaliste du  Prix Les Inrockuptibles, catégorie Premier roman pour Le lièvre d'Amérique[28]
- 2020: Finaliste du Prix Première Plume du Furet du Nord pour Le lièvre d'Amérique[28]
- 2020: Finaliste du Prix Wepler de la Fondation La Poste pour Le lièvre d'Amérique[28]
- 2020: Deuxième sélection du Prix libr'a Nous pour Le lièvre d'Amérique[28]
- 2020: Première sélection du Prix L'Impromptu du premier roman pour Le lièvre d'Amérique[28]
- 2020: sélection du Prix Expression pour Le lièvre d'Amérique[28]
- 2021: Liste préliminaire du Prix des libraires du Québec, catégorie Roman-Nouvelles-Récit québécois pour Le lièvre d'Amérique[28]
- 2021: Première sélection du Prix Libraires en Seine pour Le lièvre d'Amérique[28]
- 2021: Lauréate de Une ville, un livre de la Ville de Québec pour Le lièvre d'Amérique[28]
- 2021: Finaliste du Prix littéraire François Sommer pour Le lièvre d'Amérique[28]
- 2021: Finaliste du Prix Régine-Deforges pour Le lièvre d'Amérique[28]
- 2021: Finaliste du Prix de l'ICQ pour Le lièvre d'Amérique[28]
- 2021-2022: sélection du Prix des Rendez-vous du premier roman pour Le lièvre d'Amérique[28]
- 2021: sélection du Prix du roman d'écologie pour Le lièvre d'Amérique[28]
- 2021: sélection du Prix Macondo, prix littéraire des lycées français d'Amérique du Sud pour Le lièvre d'Amérique[28]
- 2021:Lauréate du Prix de création littéraire de la Ville de Québec et du Salon international du livre de Québec pour Le lièvre d'Amérique[28]
- 2021: Lauréate du Prix des Horizons imaginaires pour Le lièvre d'Amérique[28]
- 2021: mention spéciale du jury, Prix Senghor pour Le lièvre d'Amérique[29]
- 2022: Lauréate du Prix littéraire Philippe-Aubert-de-Gaspé, Salon du livre Côte-du-Sud[30]
- 2025: Finaliste du Prix France-Québec pour Frappabord[31]